# Datapoint 2200
Datapoint 2200 byl sériově vyráběný programovatelný terminál použitelný jako počítač, který navrhli zakladatelé společnosti Computer Terminal Corporation (CTC) Phil Ray a Gus Roche, který byl ohlášen v červnu 1970 a dodáván od roku 1971. Zpočátku jej společnost CTC prezentovala jako univerzální a cenově výhodný terminál umožňující připojení k nejrůznějším sálovým počítačům. Tuto pružnost mu umožňovalo zavádění různých terminálových emulátorů z pásky, zatímco většina tehdejších terminálů byla pevně naprogramovaná, včetně jeho předchůdce Datapoint 3300. Dave Gust, obchodník společnosti CTC, se však uvědomil, že Datapoint 2200 může uspokojit zájem společnosti Pillsbury Foods o malý počítač použitelný v terénu, takže Datapoint 2200 byl prodáván jako samostatný počítač. Jeho průmyslový designer John „Jack“ Frassanito později uvedl, že Ray a Roche vždy zamýšleli, aby Datapoint 2200 byl plnohodnotným osobním počítačem, ale rozhodli se to nezveřejňovat, aby nevystrašili investory a další osoby. Význam Datapointu 2200 spočívá v tom, že instrukční sada jeho procesoru (CPU) sestaveného z mnoha integrovaných obvodů se stala základem instrukční sady mikroprocesoru Intel 8008, který inspiroval instrukční sadu mikroprocesorů Intel 8080 a následně x86 používaných v počítačích IBM PC a jejich následnících.

## Technický popis
Datapoint 2200 měl vestavěnou plnohodnotnou klávesnici, monitor zelenou obrazovkou zobrazující 12 řádků textu po 80 znacích a dvě kazetopáskové jednotky s hustotou záznamu 47 znaků/palec s kapacitou 130 KB. Svou velikostí 24 cm × 47 cm × 50 cm a tvarem hranolu s vystupující klávesnicí se blížila elektrickému psacímu stroji IBM Selectric. Zpočátku byla k dispozici jednotka pevného disku Diablo 2,5 MB typu 2315 s vyměnitelným médiem, modemy, několik typů sériového rozhraní, paralelní rozhraní, tiskárny a čtečka děrných štítků. Později byla k dispozici také osmipalcová disketová jednotka větší jednotky pevných disků. Od roku 1975 byl k dispozici průmyslově kompatibilní 7/9stopá (uživatelsky volitelná) magnetopásková jednotka. Na konci roku 1977 Datapoint představil lokální síť ARCNET. Původní Typ 1 byl dodáván s 2 kilobyty (KiB) hlavní paměti RAM tvořené sériovým posuvným registrem, která byla rozšiřitelná na 8 KiB. Typ 2 používal hustší 1 kbit integrované paměti RAM, takže měl standardně 4 KiB paměti rozšiřitelné na 16 KiB. Jeho počáteční cena byl okolo 5000 USD (odpovídá 38000 USD v roce 2023), a plný Typ 2 2200 s 16 KiB RAM měl cenu něco přes 14 tisíc dolarů.
8bitový procesor, který společnost CTC navrhla pro Datapoint 2200, byl implementován čtyřmi různými způsoby, s téměř identickou sadou instrukcí, ale se zcela odlišnou interní mikroarchitekturou: původní návrh společnosti CTC, který používal sériové zpracování, paralelně pracující návrh společnosti CTC, Texas Instruments TMX 1795 a Intel 8008.
Datapoint 2200 Verze II (paralelní verze od společnosti CTC) byl mnohem rychlejší než TMX 1795, který byl nepatrně rychlejší než původní sériový návrh společnosti Datapoint 2200, který byl naopak byl výrazně rychlejší než 8008.
Model 2200 byl následován modely 5500, 1100, 6600, 3800/1800, 8800, atd.
Protože původní Datapoint 2200 měl sériový procesor, který zpracovával data od nejnižšího bitu nejnižšího bytu, aby mohl používat přenosy z nižšího řádu, většina dnešních počítačů ukládá data ve formátu little endian. Mikroprocesory vycházející z Datapoint 2200 (Intel 8008, Zilog Z80, a procesory architektury x86 používané ve většině dnešních přenosných i cloudových počítačů) si zachovaly používání formátu little endian používaného původním Datapoint 2200.

## Původ architektury x86
Původní návrh počítal s jednočipovým 8bitovým mikroprocesorem pro CPU, místo procesoru sestaveného z diskrétní TTL obvodů v té době obvyklých. V roce 1969 společnost CTC uzavřela smlouvu se dvěma společnostmi, Intel a Texas Instruments, na výrobu integrovaného obvodu. Společnost TI nebyla schopna vyrobit spolehlivou součástku a odstoupila. Ani Intel nebyl schopen dodržet termín, proto obě společnosti znovu jednaly o smlouvě a nakonec si CTC nechala peníze a Intel opožděně dokončený procesor.
Společnost CTC nakonec začala dodávat Datapoint 2200 s procesorem tvořeným asi 100 TTL obvodů SSI/MSI místo mikroprocesoru, zatímco výrobek společnosti Intel tvořený jediným integrovaným obvodem s označením Intel 8008 byl uveden na trh v dubnu 1972.
Přestože konstrukce procesoru pro Datapoint 2200 používala jednobitovou mikroarchitekturu pracující sériově po jednom bitu, fungoval rychleji než mikroprocesor Intel 8008, který používal 8bitovou mikroarchitekturu.
Pravděpodobně kvůli jejich rychlostním výhodám ve srovnání s obvody MOS společnost Datapoint pokračovala ve výrobě procesorů z integrovaných obvodů TTL až do začátku 80. let 20. století.
Přesto měl model 8008 zásadní význam. Stal se základem řady 8bitových procesorů Intel, na kterou navázaly 16bitové procesory s kompatibilním jazykem symbolických adres – první členové rodiny x86, jak se začala označovat instrukční sada. Již dříve úspěšná a široce používaná architektura x86 se po úspěchu osobního počítače IBM-PC s procesorem Intel 8088 v roce 1981 dále rozšířila, takže většina dnes používaných stolních, přenosných a serverových počítačů má instrukční sadu procesoru odvozenou z práce inženýrů CTC. Také původ instrukční sady vysoce úspěšného mikroprocesoru Z80 lze nalézt u Datapoint 2200, protože jako Z80 byl zpětně kompatibilní s Intel 8080. Ještě předtím byl nmikroprocesor Intel 8008 použit v nejstarších mikropočítačích jako byly počítače SCELBI, Mark-8, MCM/70 a Micral N.

## Kredity
Původní architekturu instrukční sady navrhl Victor Poor a Harry Pyle. TTL zapojení vytvořil Gary Asbell. Vzhled skříně, včetně loga společnosti navrhl Jack Frassanito.

## Specifikace
Hlavní jednotka
- Procesor: 8bitová architektura instrukční sady s jednobitovým sériovým zpracováním vytvořený ze standardních obvodů TTL. Intel 8008 byl téměř 100% kompatibilní 8bitový návrh mikroarchitektury implementovaný v podobě integrovaného obvodu LSI (mikroprocesor).
- Paměť: 2K RAM, rozšiřitelná na 16K
- Displej: pouze textový, 80×12 znaků
- Úložiště: 2 magnetopáskové jednotky, volitelný 8palcová jednotka pružného disku Shugart

Periferní zařízení
Uživatelé Datapoint 2200 a jeho následníků si mohli vybrat z několika volitelných jednotek, mezi které patřily:
- Modemy
- Pevné disky
- Tiskárny
- Lokální síť ARCnet